# Дочери фараонов
«Дочери фараонов» (итал. Le figlie dei Faraoni) — приключенческий исторический роман итальянского писателя Эмилио Сальгари, написанный в 1905 году на волне интереса к средиземноморской Африке. Действие романа происходит в Древнем Египте.

## Сюжет
Египетский царевич Миринри из VI династии, законный наследник престола Египта ещё в детстве был свергнут своим дядей узурпатором Пепи. Местонахождение его сестры царевны Саури неизвестно. Воспитанием Миринри занимался жрец Унис, который стал ему отцом и советником. Когда его воспитаннику исполнилось 18 лет, жрец открыл правду о его происхождении и поведал о великой миссии — вернуть трон отца фараона Тети и отомстить обидчикам. Желание царевича крепнет от любви к прекрасной царевне Нитокрис. Чтобы завоевать её, ему предстоит доказать своё царское происхождение и стать фараоном. Помощниками на его пути становятся преданные предыдущему фараону Тети жители Мемфиса, верящие в древнее пророчество, колдунья Нефер, скрывающая личную тайну, и сокровища древней гробницы Кобху.

## Создание и переводы
Роман «Дочери фараонов» наряду с «Карфаген в огне» является экспериментальным романом Сальгари в историческом жанре. Не будучи активным путешественником Сальгари переносил свои мечты о дальних странствиях и континентах на страницы своих произведений. Он изучал доступную научную литературу своего времени (от античности до XIX века) об истории, погребальных обрядах, культе животных, навигации по Нилу для создания полноценного погружения в мир Древнего Египта. Тем не менее, его произведение остаётся художественных вымыслом. Умение соединять познание, обучение с развлекательным содержимым ставит произведение на грань между высокой и популярной литературой (обозначается термином паралитература). Автор уделяет внимание описанию природы долины Нила, которая отражает переживания и чувства героев, даёт исторические пояснения по ходу сюжета. Герои Сальгари живут принципами верности и справедливости: храбро вступают в борьбу с угнетателями, готовы прийти на помощь страждущим и остаются верными истинной любви.
Очарование Востока не уступает место основному посылу всех романов Сальгари — познавать путешествуя, верить в прогресс, что в целом отвечает духу приключенческой литературы рубежа XIX-XX веков. В романах Сальгари ничего не оставлено на волю случая: каждая страница была результатом напряжённой работы и исследований, сбалансированных с литературными и изобразительными средствами. Этим объясняется присоединение Сальгари к течению скапильятура, которой он стал поздним, но верным приверженцем, отойдя от итальянского романтизма того времени.
Роман выходил на русском языке в сокращении («Трон фараона»). В вышедшем сборнике 2017 года представлен полный перевод О. Егоровой.